# Enteroquinase

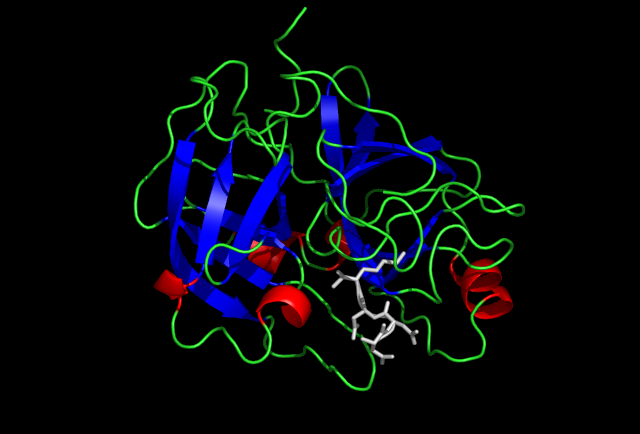
Estrutura da enteroquínase, uma serina protease transmembrana tipo II (TTSP).

Enteroquínase ou enteropeptidase é uma enzima produzida pelas células do duodeno durante a passagem de alimento e responsável por catalisar tripsinogênio em tripsina. Além de ativar o tripsinógeno, também atua como protease catalisando a hidrólise de ligações peptídicas (pontes de hidrogênio e ligações de van der Walls) de proteínas .

## Função
A enteropeptidase possui atividade do tipo tripsina, clivando proteínas quando encontra sequência de vários aspartatos e uma lisina (Asp-Asp-Asp-Asp-Lis). O tripsinógeno tem essa sequência e quando sofre lise nesse local é ativado em tripsina. O tripsinógeno é a forma inativa da enzima tripsina, uma enzima importante na digestão de proteínas, produzida pelo pâncreas exócrino e que chega ao intestino inativa no suco pancreático). A tripsina ativa então outras proteases como quimotripsinogénio, procarboxipeptidases e proelastases.

## Deficiência
A falta de enteroquínase resulta em menor digestão e absorção de proteínas. Nos seres humanos, a enteropeptidase é codificada pelo gene PRSS7 (também conhecido como ENTK) no cromossoma 21q21. Algumas mutações ou defeitos deste gene resulta em uma doença recessiva rara caracterizada por desnutrição grave e muito perigosa para crianças afetadas.